# Gianantonio Davia

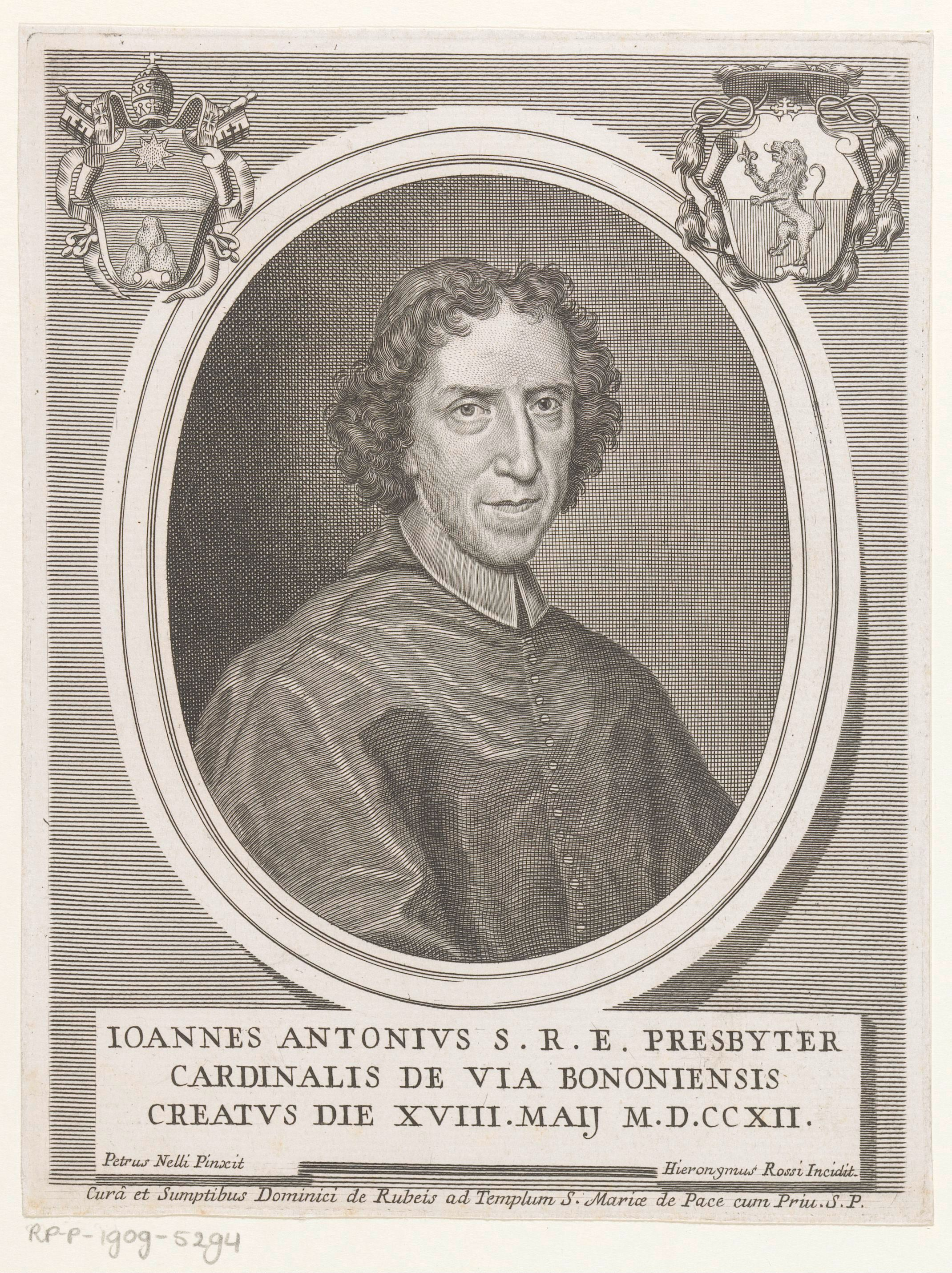
Giovanni Antonio Kardinal Davia (Porträtstich 18. Jh.)

Gianantonio Davia (auch Giovanni Antonio Davia; * 23. Oktober 1660 in Bologna; † 11. Januar 1740 in Rom) war ein italienischer Kardinal und Erzbischof.

## Leben
Er wurde 1660 als zweiter Sohn von Giovanni Battista Davia und der Gräfin Porzia Ghislieri geboren. Sein Studium schloss er an der Universität Bologna in utroque iure ab. Danach wurde er Magistrat in der Stadt Bologna. Als Venturiere der Republik Venedig nahm er 1684 an der Eroberung der von den Türken eingenommenen Insel Lefkada teil. Nach seinem Umzug nach Rom begann er eine kirchliche Laufbahn und wurde 1687 zum Internuntius in Brüssel ernannt. Hier erreichte ihn die Ernennung zum Titularerzbischof von Thebae. Die Bischofsweihe spendete ihm am 10. September 1690 Humbertus Guilelmus de Precipiano, Erzbischof von Mechelen; Mitkonsekratoren waren Reginaldus Cools, Bischof von Roermond, und Joannes Ferdinandus Van Beughem, Bischof von Antwerpen.
Danach wurde er als Apostolischer Nuntius nach Köln (1690), nach Polen (1696) und Österreich (1700) entsandt, von wo er 1706 durch Kaiser Joseph I. ausgewiesen wurde. Im Jahre 1698 hatte er mit der Ernennung zum Erzbischof von Rimini, einen persönlichen Titel, erhalten.
Papst Clemens XI. erhob Gianantonio Davia  im Konsistorium vom 18. Mai 1712 zur Kardinalswürde und wies ihm den Rang eines Kardinalpriesters zu. Am 30. August 1713 erhielt Kardinal Doria schließlich San Callisto als Titelkirche.
1725 entschied er sich für die Titelkirche San Pietro in Vincoli und dann wieder, zugleich mit der Übernahme des Amtes des Kardinalprotopriesters, für die Titelkirche San Lorenzo in Lucina. Im Jahre 1727 wurde er Präfekt der Indexkongregation.
Er starb am 11. Januar 1740 im Alter von 79 Jahren, und sein Leichnam wurde in der Basilika San Lorenzo in Lucina beigesetzt.

## Konklaven
Während seiner Amtszeit als Kardinal nahm Gianantonio Davia an folgenden Konklaven teil:
- Konklave 1721, wählte Papst Innozenz XIII.
- Konklave 1724, wählte Papst Benedikt XIII.
- Konklave 1730, wählte Papst Clemens XII.